# Plexippus bhutani
Plexippus bhutani là một loài nhện trong họ Salticidae.
Loài này thuộc chi Plexippus. Plexippus bhutani được Marek Żabka miêu tả năm 1990.